# Stan Meets Chet
| Оценки критиков                      | Оценки критиков |
| Источник                             | Оценка          |
| ------------------------------------ | --------------- |
| AllMusic                             | [ 1 ]           |
| The Penguin Guide to Jazz Recordings | [ 2 ]           |

Stan Meets Chet — альбом, американского саксофониста Стэна Гетца и трубача Чета Бейкера, выпущенный в 1958 году на лейбле Verve Records.

## Список композиций
| №  | Название                                             | Автор(ы)                                                             | Длительность |
| -- | ---------------------------------------------------- | -------------------------------------------------------------------- | ------------ |
| 1. | «I’ll Remember April»                                | Джин Де Пол, Патриция Джонсон, Дон Рэй                               | 12:24        |
| 2. | «Autumn in New York / Embraceable You / What’s New?» | Вернон Дюк / Джордж Гершвин, Айра Гершвин / Боб Хаггарт, Джонни Бёрк | 14:34        |

| №  | Название            | Автор(ы)    | Длительность |
| -- | ------------------- | ----------- | ------------ |
| 3. | «Jordu»             | Дюк Джордан | 8:31         |
| 4. | «Half-Breed Apache» | Рей Нобл    | 14:49        |

## Участники записи
- Чет Бейкер — труба (1, 2, 4)
- Стан Гетц — тенор-саксофон
- Джоди Кристиан — фортепиано
- Виктор Спроулз — бас
- Маршалл Томпсон — барабаны